# Ölsta
Ölsta is een plaats in de gemeente Ekerö in het landschap Uppland en de provincie Stockholms län in Zweden. De plaats heeft 188 inwoners (2005) en een oppervlakte van 66 hectare.